# Proclianitas
Se designa con el nombre de proclianitas a unos herejes de los primeros siglos de la Iglesia, de los cuales hacen mención san Agustín, Filastrio y el autor del libro Praedestinatus. La denominación de los proclianitas se deriva de Proclino, del cual apenas se conoce más que el nombre.
Por los autores antes citados se sabe que negaban la resurrección de la carne y el Juicio y defendían con sutiles sofismas que el Hijo de Dios se había aparecido en la Tierra como el arcángel san Rafael, esto es, con un cuerpo aparente y no real. También parece que daban una interpretación puramente arbitraria a los cuatro animales de que habla la profecía de Ezequiel. El lugar donde residía era la Galacia y comunicaban en las solemnidades religiosas con los cristianos para disimular mejor su herejía.